# Amazone zu Pferde (Tuaillon)

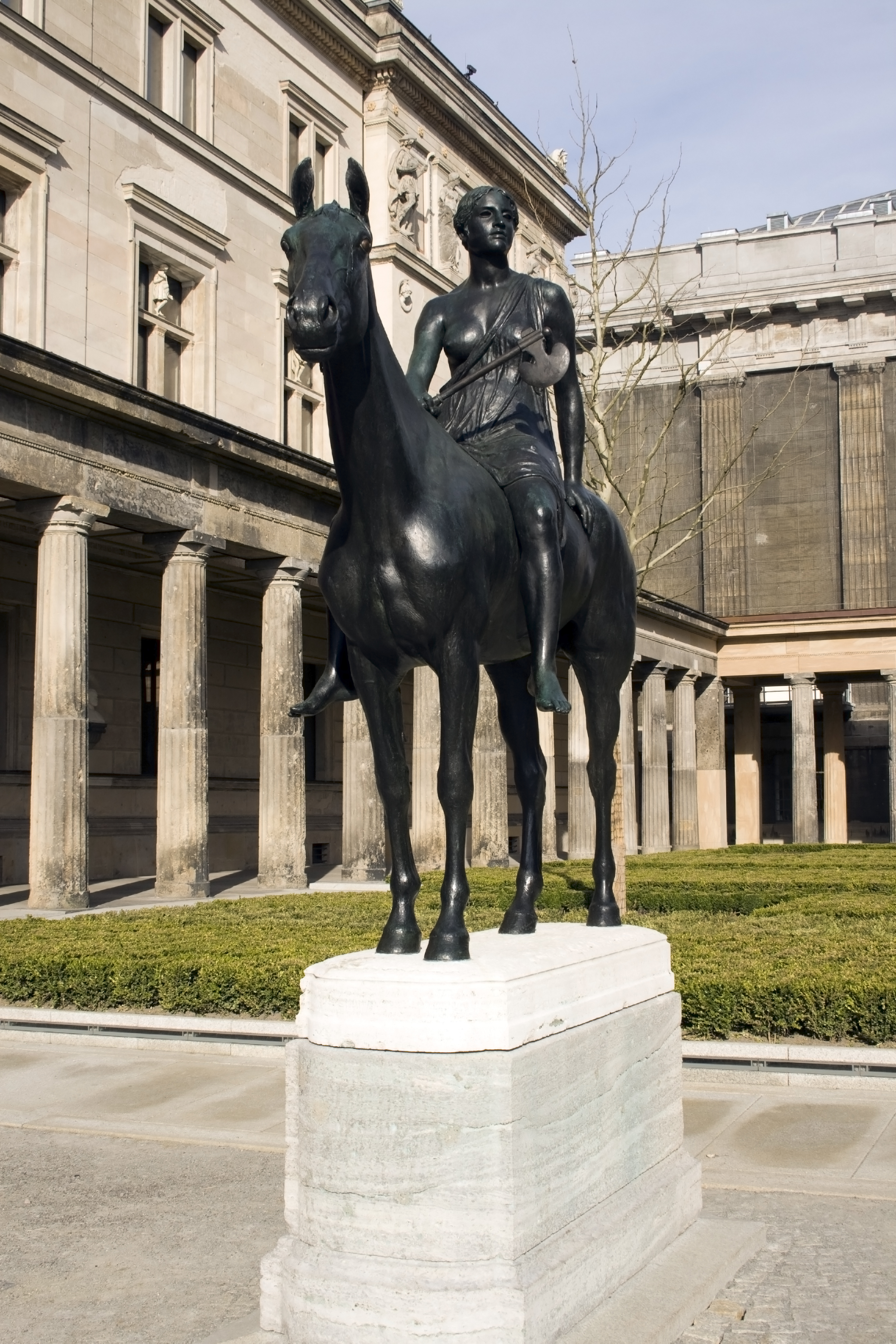
Amazone zu Pferde, vor der Alten Nationalgalerie in Berlin

Amazone zu Pferde ist eine Bronzeplastik des deutschen Bildhauers Louis Tuaillon, die sich in Berlin auf der Museumsinsel befindet. Eine junge Amazone reitet auf einem Pferd und hält eine Streitaxt in der rechten Hand.
Seit der Wiedereröffnung des Neuen Museums steht das Standbild im Kolonnadenhof, den das Neue Museum, das Pergamonmuseum und die Alte Nationalgalerie bilden. Vorher stand die Plastik im östlichen Vorgarten der Alten Nationalgalerie. Sie gehört damit zu den drei ursprünglichen Skulpturen des Kolonnadenhofes, welche dort heute noch zu sehen sind.

## Geschichte
Louis Tuaillon (1862–1919) schuf die lebensgroße Bronzeplastik in den Jahren 1890 bis 1895 in Rom. Das Werk war eine Überraschung auf der Großen Berliner Kunstausstellung 1895 und machte Tuaillon schlagartig bekannt. Die Nationalgalerie kaufte es an und stellte es 1898 auf. 1903 wurden von der Plastik Abformungen und davon Verkleinerungen sowie später auch Güsse durch die Berliner Gießerei Hermann Noack gefertigt. Der Mäzen Eduard Arnhold stiftete je eine dieser etwa 85 cm hohen Figuren der Kunsthalle Bremen und dem Metropolitan Museum of Art in New York. 1905 ließ der Deutsche Kaiser Wilhelm II. einen überlebensgroßen Abguss anfertigen (3 m lang, 1,50 m breit und 5,50 m hoch) und im Berliner Tiergarten-Park aufstellen. Später schenkten Frauen aus Ostpreußen dem exilierten Kaiserpaar einen verkleinerten Abguss des Standbildes für ihren Garten im Haus Doorn, wo es heute noch steht.

## Galerie

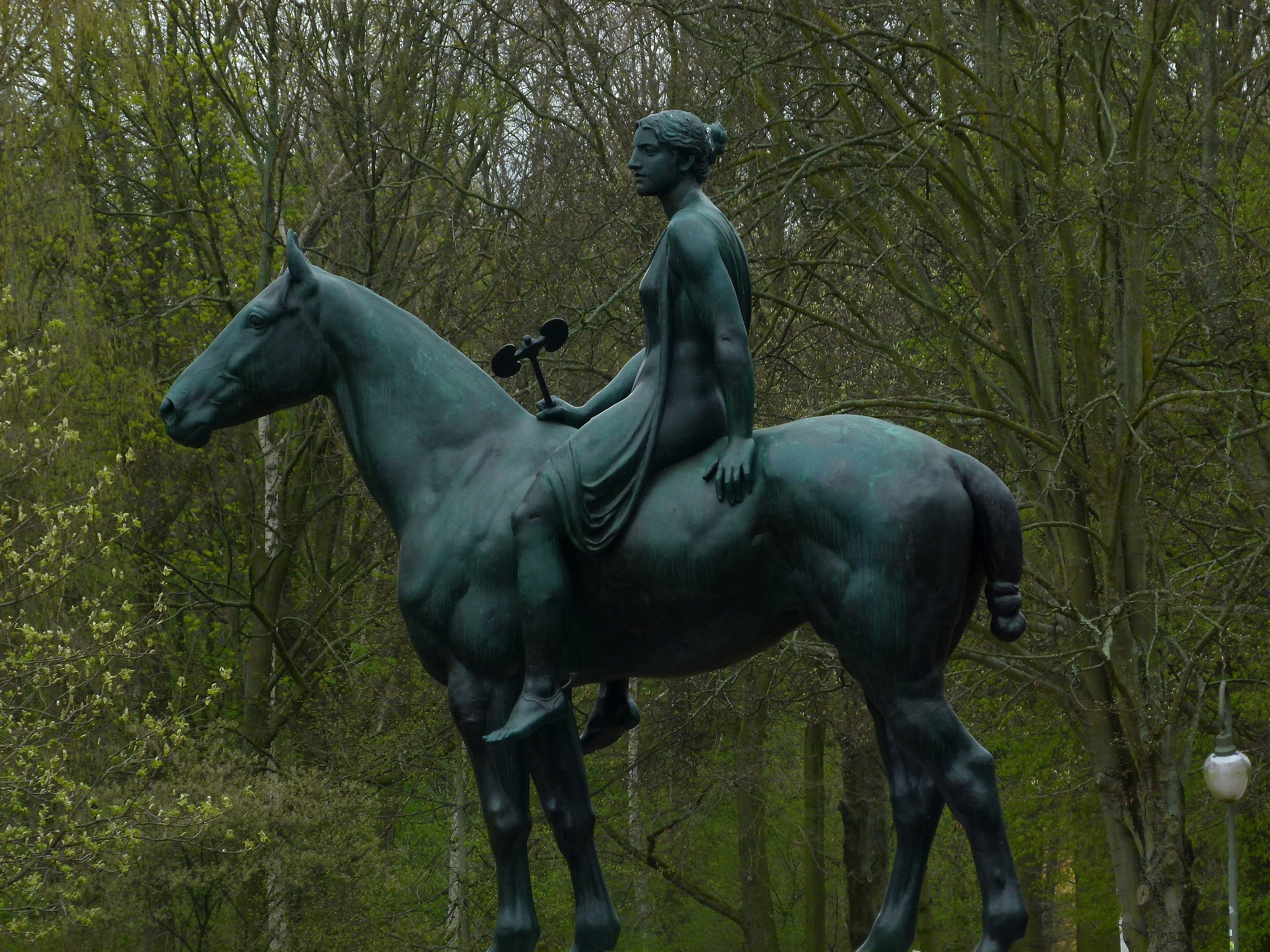
Im Tiergarten Berlin-Tiergarten
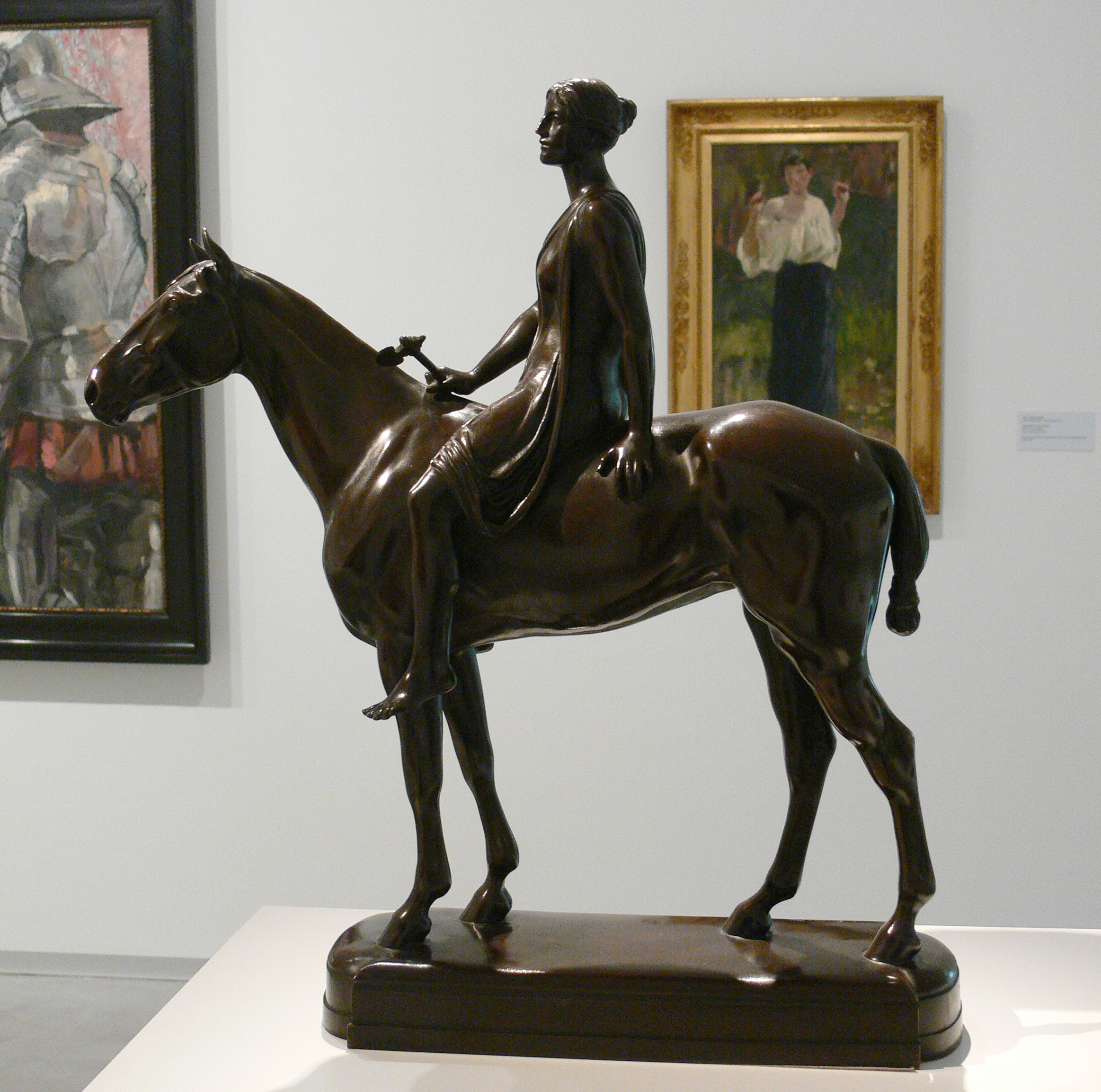
In der Nationalgalerie Berlin-Mitte
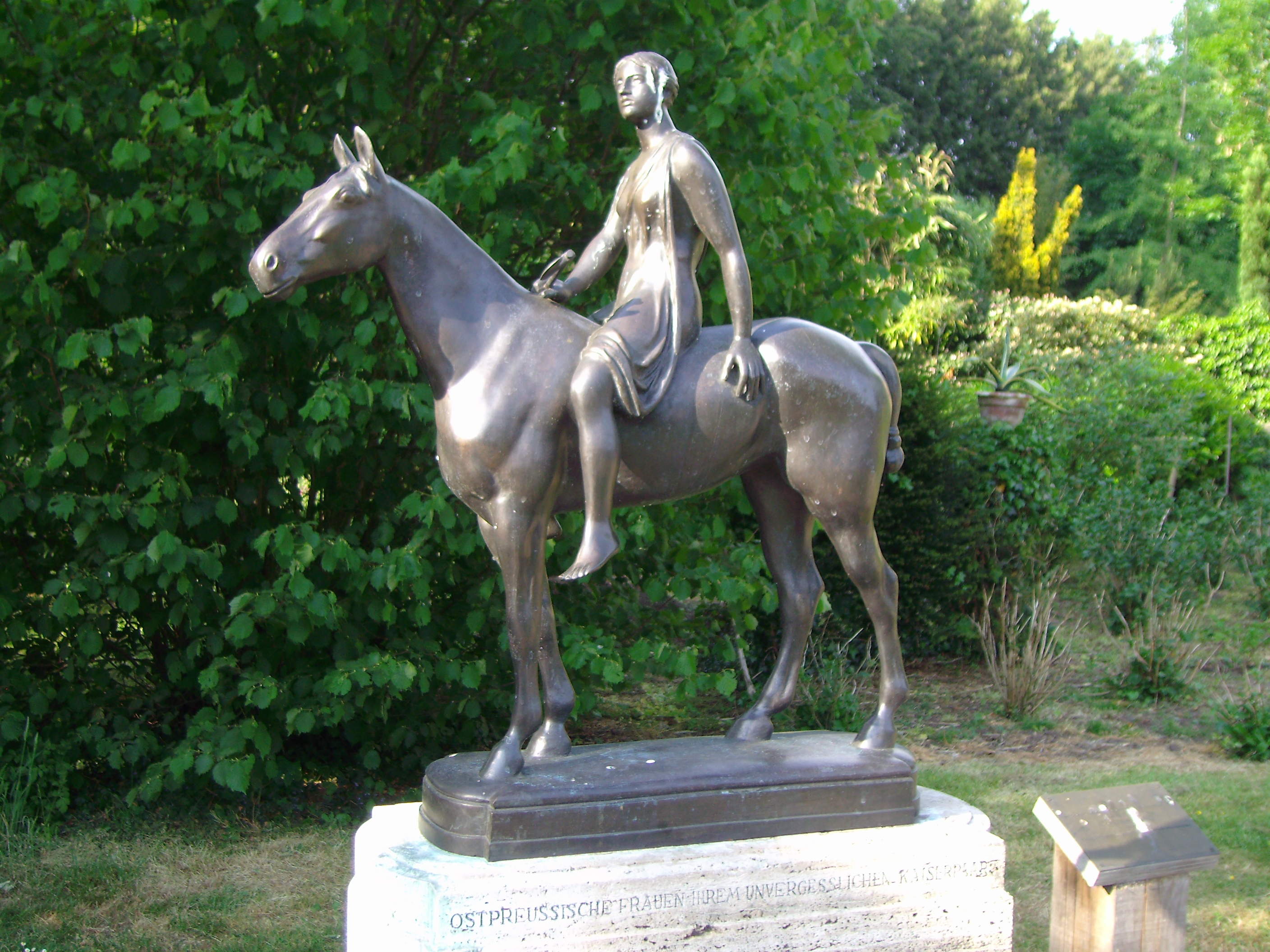
Am Haus Doorn Utrechtse Heuvelrug